# 吉姆·布朗 (美式足球員)
詹姆士·纳撒尼尔·布朗（英語：James Nathaniel Brown，1936年2月17日—2023年5月18日），是美国前美式足球运动员、体育分析师和演员。从1957年到1965年，他在美国国家美式足球联盟（NFL）的克利夫兰布朗队担任全衛（跑衛），被认为是有史以来最伟大的跑衛之一，也是NFL历史上最伟大的球员之一。布朗在联盟的每个赛季都是職業盃的受邀者，被3次授予美聯社NFL最有价值球员，并于1964年在布朗队赢得NFL冠军。在他的九个赛季中，他有八个赛季的衝球码数领先联盟，到他退役时，他仍保持着一些最重要的衝球记录。2002年，他被《体育新闻》评为有史以来最伟大的职业美式足球运动员。
布朗在雪城大學時是美式足球校隊的全能球員，曾獲得了無異議的全美大學明星隊的荣誉。球队後来退役了他的44号球衣，他于1995年入选大学美式足球名人堂。他在篮球、田径和袋棍球方面也表现出色。他也被大多數人认为是有史以来最伟大的袋棍球运动员之一，超級袋棍球联盟MVP奖即以他的名字命名。
在他的职业生涯中，布朗持球2,359次，衝球推进12,312码，达阵106次，这些都是他退役时的记录。他场均衝球码数达到104.3码，是NFL史上唯一一位生涯场均衝球码数超过100码的球员。他平均每次持球冲鋒5.2码在跑卫中排名第三，仅次于馬里昂·莫特利和賈馬爾·查爾斯。布朗于1971年入选职业美式足球名人堂，他亦入选了NFL第50、75和100周年纪念最佳阵容，這些陣容都是由NFL历史上最好的球员所組成。布朗在2020年大学美式足球全国冠軍赛時被授予有史以来最伟大的大学美式足球运动员的頭銜。布朗队將他的32号球衣永久退役。在他的足球生涯结束前不久，布朗成为了一名演员，并在整个1970年代担任过多部電影的主角。

## 早期生活
布朗出生于佐治亚州圣西蒙斯岛，父亲是职业拳击手斯温顿·布朗，他的母親特蕾莎則是家庭主妇。
在曼哈塞中學，布朗通參加美式足球、袋棍球、棒球、篮球和田径比賽获得了13件代表隊字母外套。 
他在篮球校队的场均得分爲38分，创下了当时长岛的纪录。该记录后来被来自布里奇汉普顿的未来波士顿红袜队明星球員卡爾·雅澤姆斯基所打破。

## 大学生涯

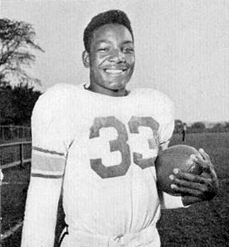
布朗在他高年级时的照片，他是纽约曼哈塞特高中的杰出运动员。

1954年，作为雪城大學的二年级学生，布朗是球队中第二號的跑衛。大三時，他共衝球了676码（平均每次5.2码）。在1956年的大四那年，布朗是公认的全美大學明星隊。他在海斯曼奖投票中排名第五，并创造了赛季单场最高冲刺平均数（6.2） 和最多冲刺达阵数（6） 的学校记录。他跑了986码——尽管锡拉丘兹只打了8场比赛，但在全国排名第三——并完成了14 次达阵。在常规赛决赛中，他衝球197码，完成6次达阵，并踢進7次加踢，创造了学校纪录的43分，協助球隊以61-7击败柯蓋德突擊者隊。接着在棉花碗赛中，他衝球132码、3次达阵，并踢进3次加踢，但锡雪城大學第三次达阵后的一次加踢失敗使得以27比28的比數、一分之差輸給了德克薩斯基督教大學。
也许更令人印象深刻的是他在多项运动都很成功。除了他的美式足球的成就外，他在篮球、田径，尤其是袋棍球方面也表现出色。大二时，他是篮球队的第二得分手（场均15分），還曾获得了田径队的代表隊字母外套。1955年参加全国十項全能锦标赛获第五名。大三那年，他在篮球比赛的场均得分爲11.3，同時還入选了袋棍球全美大學明星第二隊。大四那年，他入选了曲棍球全美大學明星隊（10场比赛攻进43球，在全国得分榜上排名第二）。由於布朗常常統治整場比賽，以至于袋棍球规则因此做了修改，要求长球员在持球时要不断擺动球杆，而不能将球杆緊靠著身体。不過目前袋棍球规则並沒有再要求球员不斷擺動球杆。他也入選了袋棍球名人堂。JMA無線巨蛋有一張800平方英尺的壁毯，描绘了身穿美式足球和袋棍球制服的布朗，上面写着「有史以来最伟大的球员」。 
在大学期间，布朗参加了预备役军官训练团。 毕业后他被任命为少尉。 在NFL期间，布朗作为陆军预备軍官继续他的義務。 他總共服役四年，最後以上尉退役。 

## 职业生涯

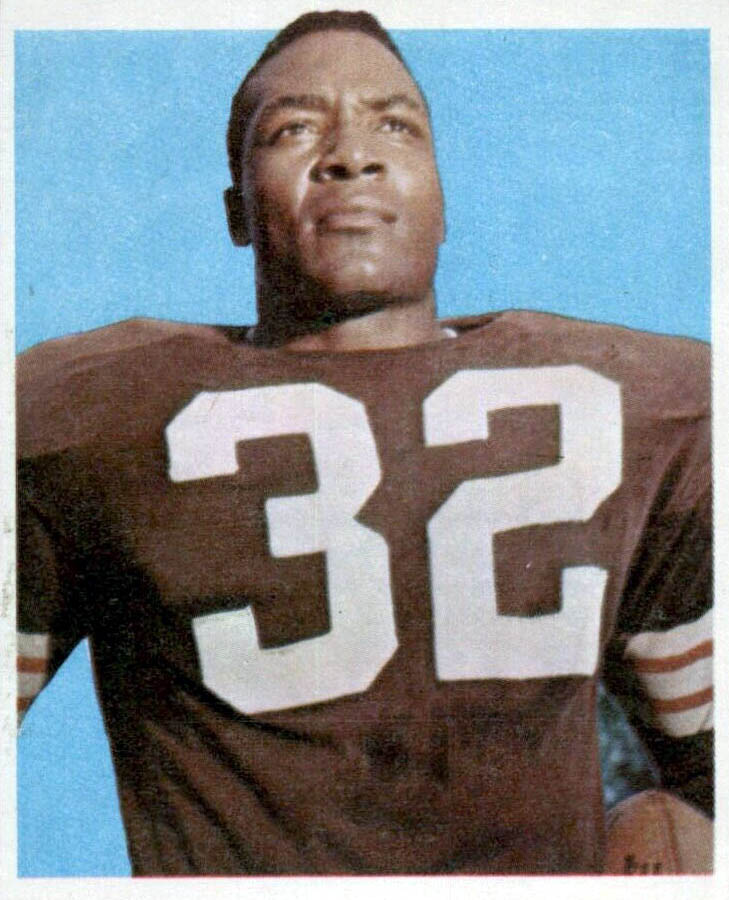
1959年Topps收藏卡上的布朗

布朗在1957年NFL选秀第一轮第6顺位被克利夫兰布朗队选中。他在新秀赛季的第9场比賽对阵洛杉矶公羊队时，總共推進了237码，创造了維持14年無人超越的NFL单场比赛记录和保持了40年的新人记录。
布朗在1958年打破了单赛季衝球的纪录，在12场比赛中總共跑了1,527码，打破了史蒂夫·范·布倫在1949年创下的1,146 码的NFL记录在这个MVP赛季中，布朗以惊人的17次达阵得分领先所有球员，以8分的优势击败了最接近他的对手巴尔的摩小马队外接員雷蒙·貝里。 
在NFL效力9年后，他成为联盟单赛季衝球碼數（1963年1,863碼）和职业生涯衝球碼數（12,312 码），以及衝球达阵（106次）、总达阵（126次） 和全方位進攻码數（15,549碼）的纪录保持者。他也是第一个达到100次衝球达阵里程碑的球员，此后也只有少数人做得到——尽管联盟在 1978年將每年常規賽扩大到16场（布朗的前四个赛季只有12场，后五個賽季是14场）。
布朗在仅93场比赛中完成100次达阵的记录一直保持到拉達尼安·湯姆林森在2006年赛季時的第89场比赛盃打破。布朗還保持着常規賽全方位码数上首位的賽季數的记录（5个：1958-1961年、1964年），并且是NFL历史上唯一一位职业生涯平均每场比赛码数超过100码的跑衛。除了衝球外，布朗还是一名出色的後场接球手，262次接球、推进2,499码和20次达阵，同时还有另外628码的開球回攻。
布朗在出賽的每个球季都被选入了職業盃明星賽，他在职业碗的最后一场比赛中攻下3次达阵，从而以瀟灑的方式离开了联盟。尽管他才29岁就停止打球，但他还是创造了这些记录。布朗的六场比赛至少各有四次达阵仍然是NFL的记录。汤姆林森和马歇尔福克都有五场比赛四次达阵的記錄。

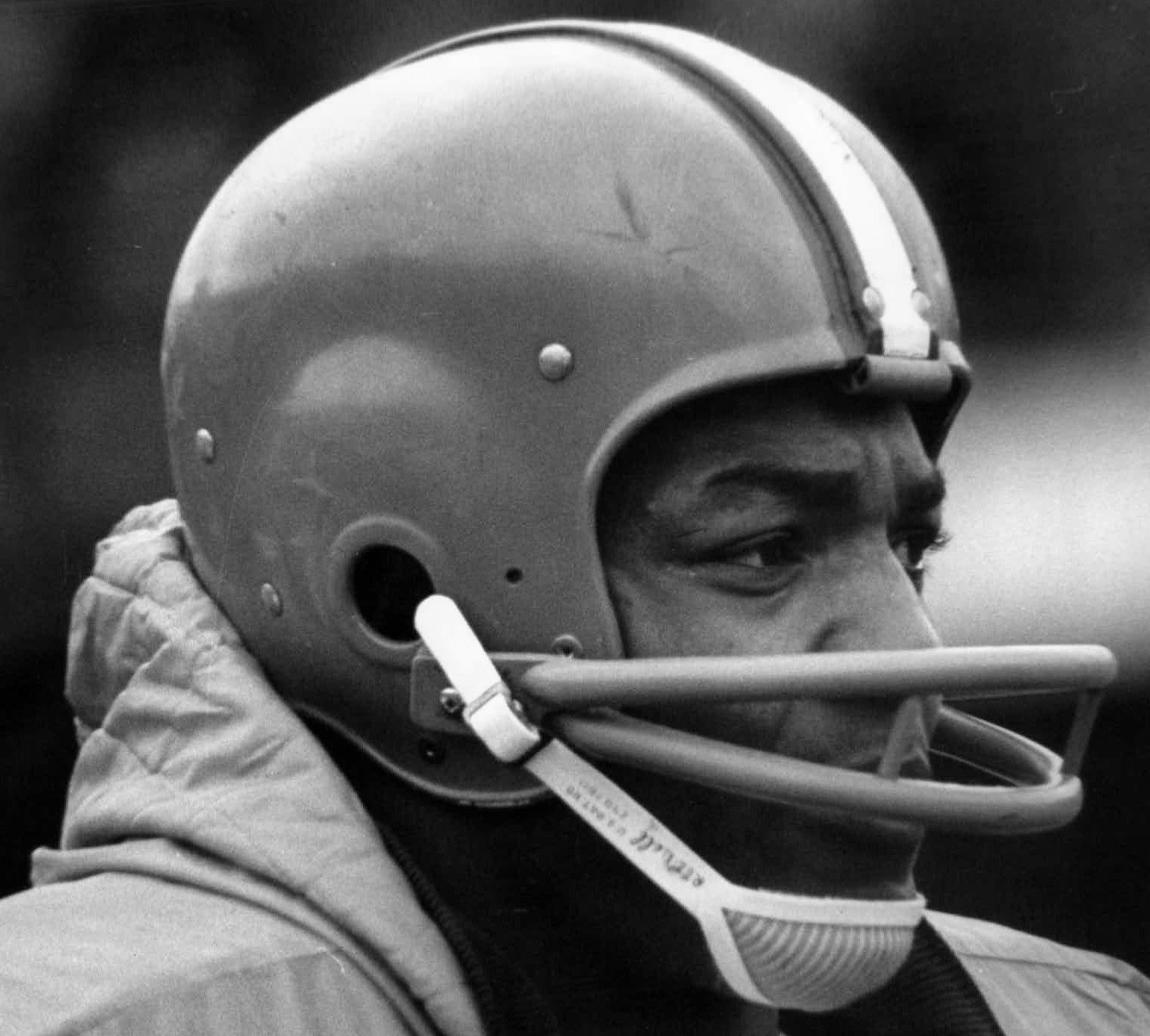
布朗在克利夫兰隊

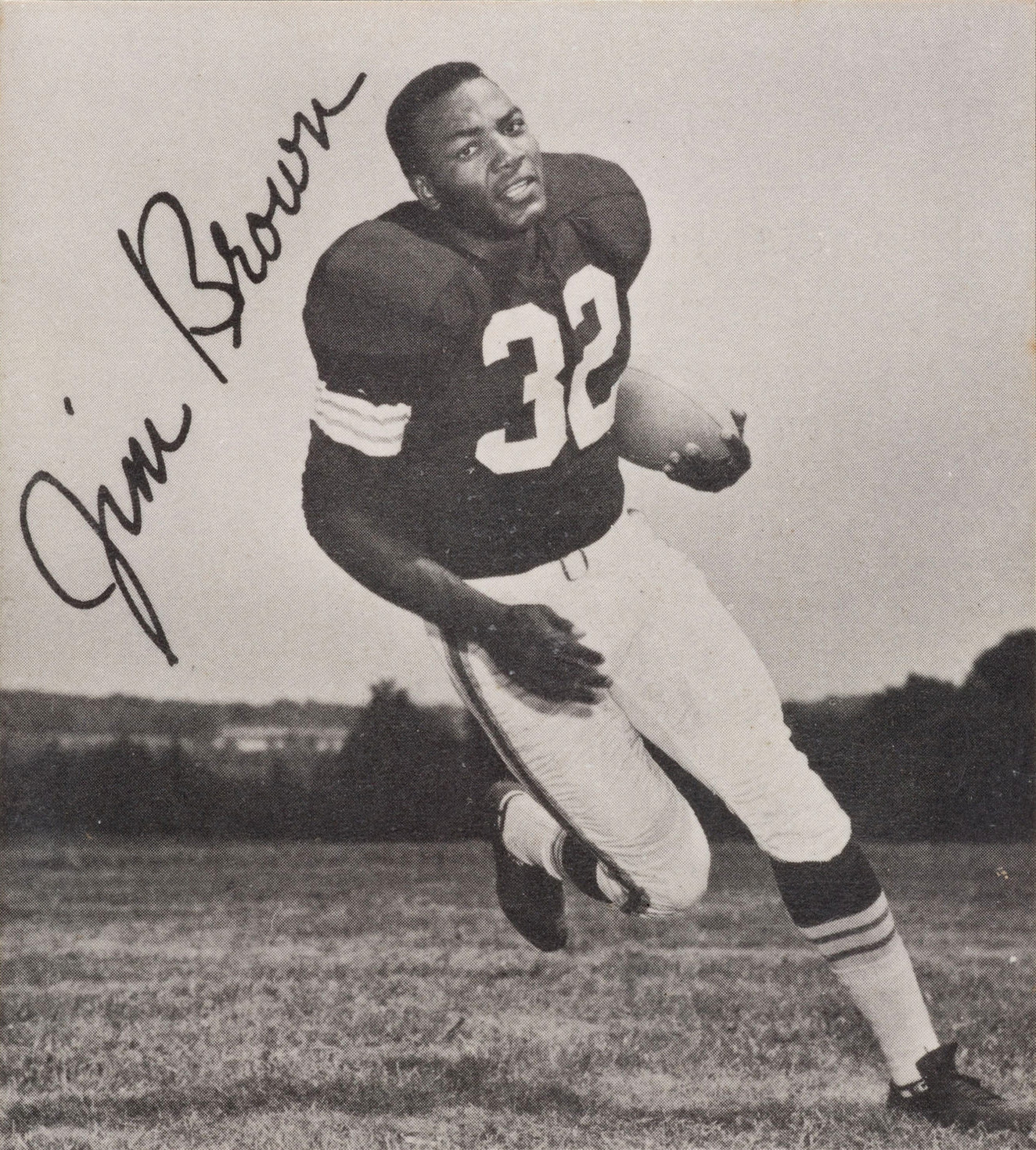
1961年的布朗

布朗有8個賽季在衝球次數居於聯盟首位也是一項記錄。他也是第一个衝球超过10,000码的NFL球员。
他告訴我，"當有人要擒抱你的時候，一定要讓他記得有多疼"。他奉行這一哲學，而我一直遵循這一建議。——約翰·麥基, 1999年
布朗在1963年赛季衝球1,863码至今仍是克利夫兰队的纪录。这是目前所有32支NFL球队裏衝球码数的记录中最悠久的。那个赛季他场均133码的成绩仅次于O·J·辛普森的1973年赛季。尽管其他球员可能有更惊人的数据，但在评估布朗在比赛中的地位时，必须将其跑陣的风格跟统计數字放在一起看。他很难对付（平均每次衝球5.2码的领先优势也表明了这一点），通常需要不止一名防守者才能将他撂倒。
布朗在打了九个赛季后，在1966年7月退休，成为NFL历史上最優秀的跑鋒。他保持着12,312码的纪录，直到1984年10月7日華特·佩顿的第10个赛季才被打破。布朗仍然是布朗队隊史上最頂尖的跑鋒。截至2018年，布朗在历史衝球排行榜上排名第11位。
在布朗的职业生涯中，克利夫兰队在1964 年赢得了NFL冠军，并在1957年的新人賽季和1965年告別賽季分别获得亚军。在1964年总冠军赛中，布朗有27次衝球並推进114码，3次接球跑37码

## 演艺事业

### 早期电影

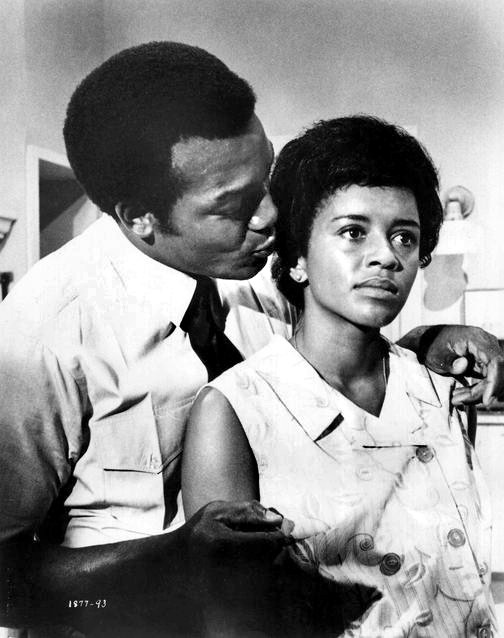
布朗和珍妮·麥克拉蘭在電影《滴答，滴答，滴答》（1970年）的劇照

布朗在1964赛季之前即开始了他的演艺生涯，在西部动作片《勇战关山》中扮演一名布法罗士兵。 这部电影于10月23日在克利夫兰的跑马场剧院首映，布朗和他的许多队友都出席了，觀衆反应冷淡。一位评论家说，布朗是一位合格的演员，但是这部电影过火和令人难以置信的情节相当于「一部为不讲究的观众打造的重口味通俗剧」。 

### 米高梅
1966年初，布朗正在伦敦拍摄他的第二部电影，在米高梅的《決死突擊隊》饰演羅伯特·傑佛遜一角。由于天气恶劣造成拍摄延误，這也意謂着他會趕不上參加球隊開訓，这激怒了克利夫兰布朗队老板阿特莫德尔，他威胁要对布朗处以每錯過一週1,500美元的罚款（相當於2021年的14537美元）。 布朗此前曾表示1966 年将是他的最后一个赛季，即三年合同的最后一年， 但是他此時宣布退休了。
布朗接着在1967年的警匪電視劇《谍网威龙》中扮演反派角色。
《決死突擊隊》後來大获成功，於是米高梅与他签下了多部电影合同。他为該公司拍摄的第二部电影是《太阳黑暗点》（1968年），他在这部以刚果为背景的动作片中扮演了一名雇佣兵，也是羅德·泰勒最好的朋友。
《大北極》（1968年）也是由米高梅制作，一部根据阿利斯泰爾·麥克林的小说所改编的高成本冒险电影。布朗與洛克·哈德森、派屈克·麥古漢和歐尼斯·鮑寧等演員合作演出。

### 主角
米高梅让布朗在根据唐納德·E·韋斯特萊克小说所改编的電影《亡命之徒》(1968年) 中首次担任主角。他为爭取这个角色花了125,000美元。
布朗接著为米高梅拍攝了一部监狱电影《逃狱大暴动》(1969年)，它和《亡命之徒》都很賣座。因为他在《大北極》等電影的表現，传记作家迈克·弗里曼（Mike Freeman）称赞布朗为「第一位黑人动作明星」。
布朗为了二十世紀福斯拍了《百支快槍》（1969年） 。布朗排名在同片主演拉寇兒·薇芝和畢·雷諾斯之前，并与韦尔奇有一场爱情戏，这是最早的跨种族爱情戏之一。
布朗在米高梅的電影《古城恩仇录》（1969年）改變了一貫的風格。这是一部部分以印度为背景的冒险电影，布朗在片中扮演一位小男孩的朋友。他在同樣是米高梅的電影《滴答，滴答，滴答》（1970年）中饰演警长，也取得了商業上的成功。
布朗在爲全國通用影業拍攝的劇情片《大都會》（1970年）中飾演一名退役的美式足球运动员，後來成为杰奎琳·比塞特的情人。更典型的是《龍虎金剛》（1970年），这是一部由约翰·吉勒明在西班牙拍摄的西部片，也是由全國通用影業出品。
布朗還主演了数部黑人剝削電影：《追凶》（1972年），是動作國際影業出品的大賣座影片； 哥倫比亞影業出品的《奪命太歲老虎槍》（1972年）；《龙潭虎穴杀人王》(1973年)；米高梅的《黑煞星大显神通》(1973年)；《魔鬼岛 (電影)》（1973年）；和佛瑞德·威廉森以及吉姆·凱利合作的《铁金刚龙虎斗》 （1974年）。他在《黑色炫風》（1988年）和《哈默、斯拉默、和斯雷德》中飾演「斯拉默」来恶搞自己的形象，後者是前者电视电影的试播片。
他与佛瑞德·威廉森合作了意大利式西部片《亡命换乘》（1975年）。黑人剝削電影自70年代中期熱度減退，布朗也減少了电影的演出。

### 70年代后期至今
1978年，布朗出演了詹姆斯·托巴克的导演处女作《手指》。
1980年代他的演出主要是在电视上，包括《霹靂遊俠》第三季首集〈無人車騎士〉中。布朗与前美式足球运动员乔·纳马斯一起出现在《天龍特攻隊》剧集〈四分衛襲進〉中。布朗还出现在第三季的第一集和第二集的《鐵騎巡警》中，饰演穿着溜冰鞋的扒手。
他在1987年改编自斯蒂芬·金小说的电影《魔鬼阿諾》中飾演「火球」一角，与阿诺·施瓦辛格演对手戏。
之後布朗還在《星戰毀滅者》（1996年）和《恶棍自由之城》（2004年）演出過，並在《挑戰星期天》（1999年）中飾演一名防守教练。

## 其他退休後活动

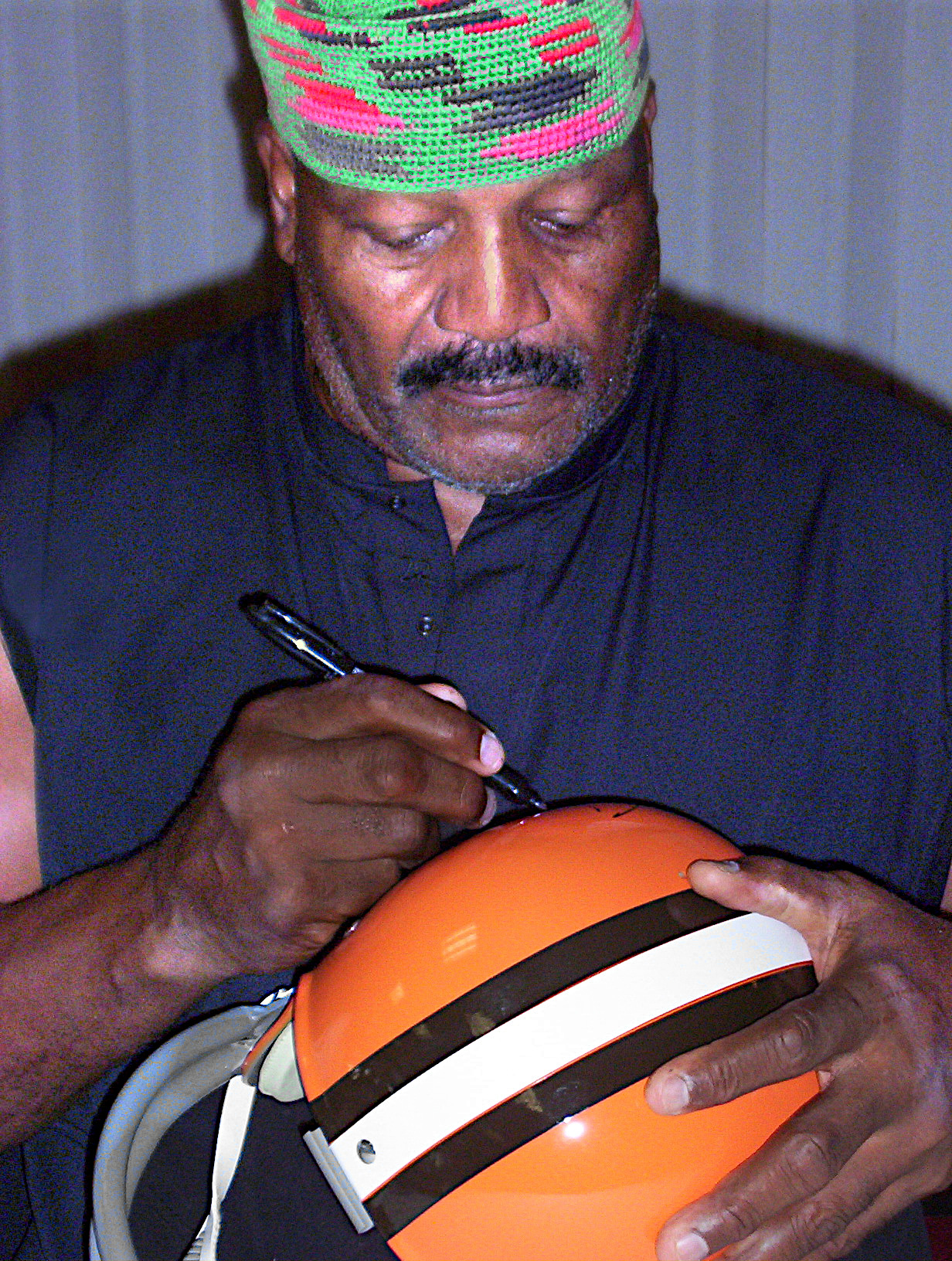
布朗在2004年的签名会上

布朗为1974年9月发行的《花花女郎》杂志拍摄裸照，是为数不多的允许使用全正面裸照的名人之一。1978 年，布朗还曾与文·史考利和乔治·艾伦 (George Allen)合作，担任哥伦比亚广播公司 NFL 电视转播的解說員。
1983年，在从职业美式足球退役17年后，当匹兹堡钢人队跑卫佛朗哥·哈里斯似乎将打破布朗的历史衝球纪录时，布朗开始考虑复出为洛杉矶突袭者队效力。 布朗不喜欢哈里斯的衝球风格，批评钢人队的跑卫倾向于跑出界外，这与布朗为每一码而战并會前來的拦截者硬拼的方式形成鲜明对比。最终，芝加哥熊队的沃尔特佩顿在1984年10月7日打破了记录，布朗停止了复出的想法。哈里斯本人在与西雅图海鹰队打了8场比赛后于1984 赛季后退役，他没有达到布朗的成绩。哈里斯最後那個赛季的那年1月，布朗和哈里斯在40码短跑單挑透過全国电视转播。尽管哈里斯只有34岁且刚刚结束他出类拔萃的职业生涯，但是48岁的布朗确信自己可以击败哈里斯。最終成績哈里斯5.16秒，布朗5.72秒，不過布朗在終點前大腿後肌抽筋。
1965年，布朗在美國為特雷爾對楚瓦洛的拳擊賽進行電視轉播，是第一位黑人電視轉播員，他也被認為是當時首先向鲍勃·阿鲁姆建議從事拳擊賽經紀事業的人。
布朗的自傳於1989年由斑馬圖書出版，名為《越界》，是與史蒂夫·德爾松合著的。詹姆斯·托巴克也寫了一本有關他的——《吉姆：作者自我中心的偉大的吉姆·布朗回憶錄》。
1993 年，布朗被聘为终极格斗冠军赛的轉播評論員，他在前六场按次付费电视的赛事中担任这一工作。
1988年，布朗创立了Amer-I-Can计划。目前，他通过这个計劃協助在洛杉矶和克利夫兰誤入幫派的青少年。它是一个在市中心區和监狱中运作的生活管理技能组织。
2002 年，电影导演斯派克·李发行了电影《吉姆·布朗：全美明星》 ，回顾了布朗的职业生涯和个人生活。
自2008年起，布朗擔任布朗隊的執行顧問，協助與球員建立關係，並通過球員計畫部門進一步拓展NFL的贊助計畫範圍。
2013年5月29日，布朗被任命为布朗队的特别顾问。
布朗也是職業袋棍球大聯盟纽约蜥蜴队的股東之一，他在2012年与其他投资者一起购买了这支球队。

## 个人生活和法律纠纷
布朗于1959年9月与他的第一任妻子苏·布朗（娘家姓琼斯）结婚。她于1968年提起離婚訴訟，指控他严重疏忽照顧孩子。他们有三个小孩：1960年出生的双胞胎和1962年出生的儿子他们於1972年完成離婚程序。布朗被勒令每月支付2,500美元的離婚贍養費和每周100美元的子女抚养费。
在1965年，布朗在他的旅館房間因對一位名叫布蘭達·艾爾斯（Brenda Ayres）的18歲女孩進行攻擊和傷害而被逮捕；然而後來他被判無罪。 一年後，他又面臨了聲稱是布蘭達·艾爾斯父親的指控。
1968 年，布朗被檢控蓄意谋杀模特伊娃·波恩-金（Eva Bohn-Chin），因爲她被發現摔倒在布朗二楼公寓的阳台下方。在波恩-金拒绝与检察官合作後，指控被驳回。布朗因在事件中殴打一名参与调查的副警长而被罚款300美元。在布朗的自传中，他表示波恩-金对他与格洛丽亚·斯泰纳姆的緋聞感到愤怒和嫉妒，彼此的爭執导致了「警方的误解」。
1969年布朗因为一起路怒事件而被指控攻击和殴打，後來在1970年被宣判无罪。
1973年12月，布朗向當時18岁的戴安·史坦利（Diane Stanley）求婚，對方是他当年4月在墨西哥阿卡普尔科认识的克拉克学院学生。他们于1974年解除婚约
1975年，布朗因殴打和勒頸他的高尔夫球伴弗兰克-斯诺而被判定犯輕傷害罪。他被判处入狱一天，缓刑两年，并处以500美元的罚款。
1985 年，布朗被控告强奸一名33岁的妇女，不過指控後來被驳回。
1986 年，布朗因殴打未婚妻黛布拉·克拉克（Debra Clark）而被捕。然而，克拉克拒绝提出控告，所以布朗被释放。
布朗于1997年与第二任妻子莫妮克·布朗结婚，他们有两个孩子。1999 年，布朗被捕并被指控对他的妻子进行恐怖威胁。同年之後，他因用铲子砸毁妻子的汽车而被判故意破坏罪，被判处三年缓刑、一年家庭暴力咨询、400小时的社区服务或40小时的工作小組服務，以及1,800美元的罚款。布朗無視他的判決條件，在2000年被判處六個月監禁；由於拒絕法院指定的諮詢和社區服務，他在2002年入獄服刑，三個月後獲釋。

## 體育榮譽

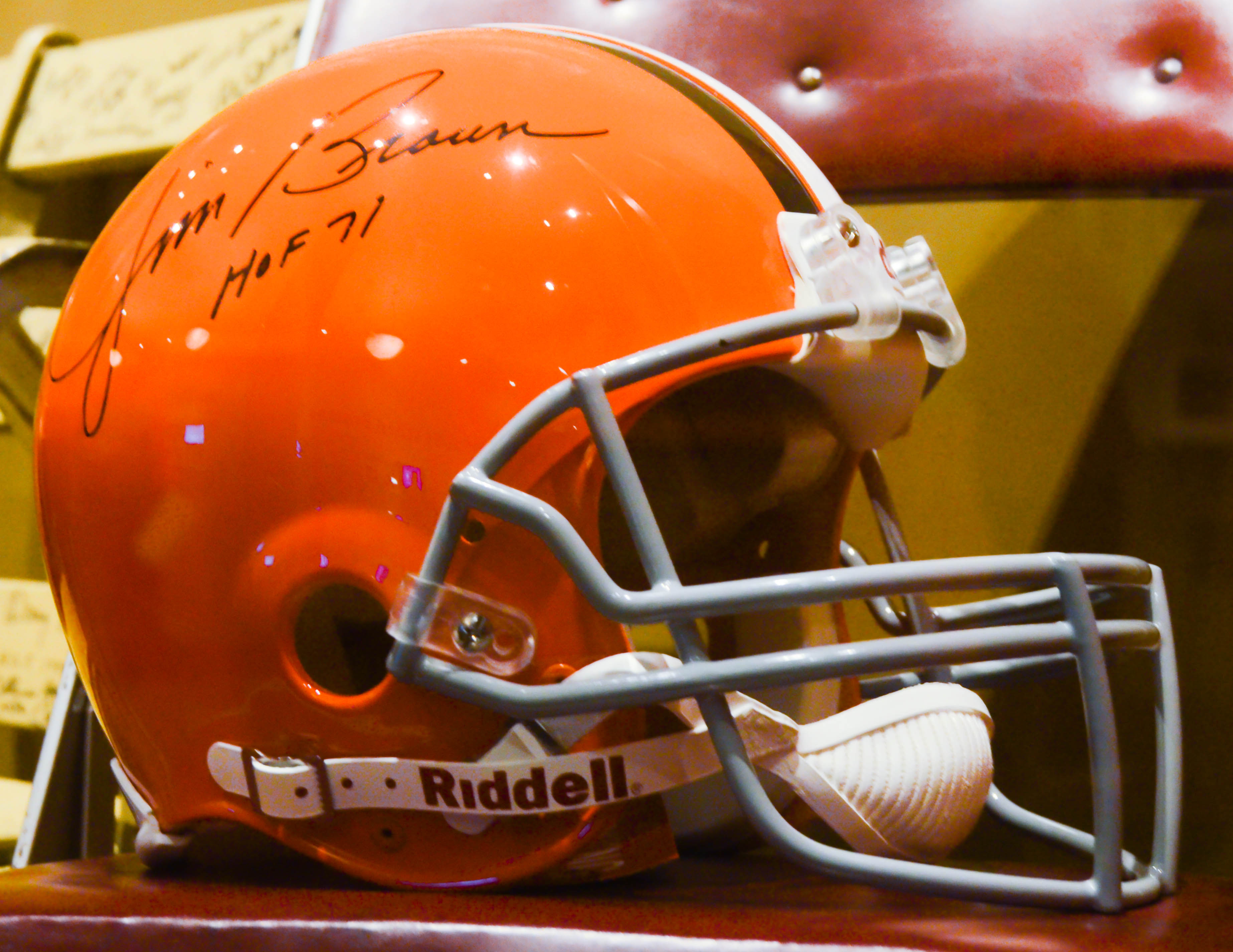
布朗签名的头盔

布朗卓越的職業生涯使他在1971年被引薦入選美式足球名人堂。他在雪城大學的美式足球成就也讓他獲得了大学美式球名人堂的一席之地。
吉姆·布朗还入选了袋棍球名人堂，这让他获得了罕见的體育三冠王。
在118场职业比赛中，布朗场均推进104.3码，每次推进5.2码，在歷史上前10名的明星跑衛中，只有貝瑞·桑德斯（场均99.8 码，每次5.0码）最接近这些成績。例如，名人堂成员沃尔特·佩顿在他的职业生涯中场均只有88码，每次4.4码。艾米·史密斯平均每场比赛只有81.2码，平均每次推進4.2码。从1965年退役到賈馬爾·查爾斯在2012年打破记录，布朗一直保持跑卫（至少750码）每次推進的记录。而從他退休之後算起，他仍然保持历史第二超過50年。
布朗目前仍保持着以下NFL的最高记录：
- 职业生涯中得分超过24分的比賽（6場）
- 职业生涯场均達陣次數（1.068次）
- 职业生涯场均攻擊码数（125.52碼）
- 职业生涯场均衝球码数（104.3碼）
- 职业生涯達陣3次或以上的比赛（14場）
- 职业生涯達陣4次或以上的比赛（6場）
- 單季衝球次數首位（6次）
- 單季衝球码数首位（8次）
- 單季達陣次數首位（5次）
- 單季攻擊码数首位（6次）
- 單季净码数首位（5次）

2002年，《体育新闻》将他选为有史以来最伟大的美式足球员，2014年，《紐約每日新聞》也有相同選擇。2010年11月4日，布朗在NFL所制作的《百名NFL最伟大的球员》影片中被评选为NFL历史上第二伟大的球员，僅次於傑瑞·萊斯。2019年11月，他被选为NFL百年最佳阵容的12名跑卫之一。
2020年1月13日，在庆祝大学美式足球150周年的全国冠军赛的仪式上，布朗被ESPN评为有史以来最伟大的大学美式足球运动员。

## 相關文藝影視作品
- 布朗在2008年的电影《快车》中由达林·汉森（英语：Darrin Henson）饰演，该片讲述了厄尼·戴維斯的生平，他也是前雪城大学的跑卫。
- 在2013年首演的舞台剧《迈阿密之夜》中，布朗由大卫·阿贾拉（英语：David Ajala）饰演。在2020年的改编的同名电影中，他由奧迪斯·霍吉饰演。
- 布朗在昆汀·塔倫提諾2021年的小说《從前，有個好萊塢（英语：Once Upon a Time in Hollywood (novel)）》中为一個次要角色。

## NFL职业生涯数据
| 圖例 | 圖例            |
| ---- | --------------- |
|      | NFL最有价值球员 |
|      | NFL冠军         |
|      | NFL记录         |
|      | 联盟最高        |
| 粗體 | 职业生涯高      |

| 賽季 | 球隊         | 出賽 | 衝球  | 衝球   | 衝球 | 衝球     | 衝球 | 衝球     | 衝球     | 接球 | 接球  | 接球 | 接球     | 接球 |
| 賽季 | 球隊         | 出賽 | 次數  | 碼數   | 平均 | 最遠碼數 | 達陣 | 場均碼數 | 場均次數 | 次數 | 碼數  | 平均 | 最遠碼數 | 達陣 |
| ---- | ------------ | ---- | ----- | ------ | ---- | -------- | ---- | -------- | -------- | ---- | ----- | ---- | -------- | ---- |
| 1957 | 克利夫兰布朗 | 12   | 202   | 942    | 4.7  | 69       | 9    | 78.5     | 16.8     | 16   | 55    | 3.4  | 12       | 1    |
| 1958 | 克利夫兰布朗 | 12   | 257   | 1,527  | 5.9  | 65       | 17   | 127.3    | 21.4     | 16   | 138   | 8.6  | 46       | 1    |
| 1959 | 克利夫兰布朗 | 12   | 290   | 1,329  | 4.6  | 70       | 14   | 110.8    | 24.2     | 24   | 190   | 7.9  | 25       | 0    |
| 1960 | 克利夫兰布朗 | 12   | 215   | 1,257  | 5.8  | 71       | 9    | 104.8    | 17.9     | 19   | 204   | 10.7 | 37       | 2    |
| 1961 | 克利夫兰布朗 | 14   | 305   | 1,408  | 4.6  | 38       | 8    | 100.6    | 21.8     | 46   | 459   | 10.0 | 77       | 2    |
| 1962 | 克利夫兰布朗 | 14   | 230   | 996    | 4.3  | 31       | 13   | 71.1     | 16.4     | 47   | 517   | 11.0 | 53       | 5    |
| 1963 | 克利夫兰布朗 | 14   | 291   | 1,863  | 6.4  | 80       | 12   | 133.1    | 20.8     | 24   | 268   | 11.2 | 83       | 3    |
| 1964 | 克利夫兰布朗 | 14   | 280   | 1,446  | 5.2  | 71       | 7    | 103.3    | 20.0     | 36   | 340   | 9.4  | 40       | 2    |
| 1965 | 克利夫兰布朗 | 14   | 289   | 1,544  | 5.3  | 67       | 17   | 110.3    | 20.6     | 34   | 328   | 9.6  | 32       | 4    |
| 合計 | 合計         | 118  | 2,359 | 12,312 | 5.2  | 80       | 106  | 104.3    | 20.0     | 262  | 2,499 | 9.5  | 83       | 20   |

## 演出片目
† 本清單來源自IMDb、AllMovie、TCMDb等資料庫，更多詳細資料請參閱外部連結。
| 年份      | 片名                                               | 角色                                         | 備註                  |
| --------- | -------------------------------------------------- | -------------------------------------------- | --------------------- |
| 1964      | 勇战关山                                           | Sergeant Franklyn                            | 第一部電影            |
| 1965      | 情人節                                             | 他自己                                       | 演出1集               |
| 1967      | 谍网威龙                                           | Tommy                                        | 演出〈警察與小偷〉1集 |
| 1967      | 決死突擊隊                                         | Robert Jefferson                             | [ 79 ]                |
| 1968      | 太阳黑暗点                                         | Ruffo                                        | 主角                  |
| 1968      | 大北極                                             | Captain Leslie Anders                        | [ 78 ]                |
| 1968      | 亡命之徒                                           | McClain                                      | 主角                  |
| 1969      | 逃狱大暴动                                         | Cully Briston                                | 主角                  |
| 1969      | 百支快槍                                           | Sheriff Lyedecker                            | 主角                  |
| 1969      | 古城恩仇录                                         | Roy Kenner                                   | 主角                  |
| 1970      | 滴答，滴答，滴答                                   | Jimmy Price                                  | 主角                  |
| 1970      | 龍虎金剛                                           | Luke                                         | 主角                  |
| 1970      | 大都會                                             | Tommy Marcott                                | [ 80 ]                |
| 1972      | 追凶                                               | Slaughter                                    | 主角                  |
| 1972      | 奪命太歲老虎槍                                     | Gunn                                         | 主角                  |
| 1973      | 龙潭虎穴杀人王                                     | Slaughter                                    | 主角                  |
| 1973      | 黑煞星大显神通                                     | Curtis Hook                                  | 主角                  |
| 1974      | 魔鬼岛                                             | Le Bras                                      | 主角                  |
| 1974      | 铁金刚龙虎斗                                       | Jimmy Lait                                   | 主角                  |
| 1975      | 亡命换乘                                           | Pike                                         | 主角                  |
| 1977      | 警察故事                                           | Pete Gerard                                  | 演出〈終點站〉1集     |
| 1977      | 复仇青年（Kid Vengeance）                          | Isaac                                        | [ 80 ]                |
| 1978      | 手指                                               | "Dreems"                                     | [ 80 ]                |
| 1978      | 太平洋地狱 （Pacific Inferno）                     | Clyde Preston                                | 主角                  |
| 1982      | 執法者                                             | "J"                                          | 主角                  |
| 1979–1983 | 鐵騎巡警                                           | Romo / Parkdale H.S. Shop Teacher John Casey | 出演三集              |
| 1984      | 霹靂遊俠                                           | C.J. Jackson                                 | 演出〈無人車騎士〉1集 |
| 1983–1984 | 胡克警探                                           | Detective Jim Cody / Frank Barnett           | 出演兩集              |
| 1984      | 雙面諜                                             | Calvin Tyler                                 | 演出〈午夜高速〉1集   |
| 1985      | 女幹探                                             | Stoker                                       | 首映集                |
| 1986      | 天龍特攻隊                                         | "Steamroller"                                | 演出〈四分衛襲進〉1集 |
| 1987      | 魔鬼阿諾                                           | "Fireball"                                   | [ 80 ]                |
| 1988      | 黑超出更                                           | "Slammer"                                    | [ 80 ] [ 81 ]         |
| 1989      | 洛杉矶热度                                         | Captain                                      | [ 78 ]                |
| 1989      | 毒賣人生                                           | Steadman                                     | [ 78 ]                |
| 1990      | 美國殺戮方式（Killing American Style）             | "Sunset"                                     | [ 78 ]                |
| 1990      | 極惡刑事                                           | Morris                                       | [ 78 ]                |
| 1990      | 哈默、斯拉默、和斯雷德（Hammer, Slammer, & Slade） | "Slammer"                                    | [ 84 ]                |
| 1992      | 狙击手（The Divine Enforcer）                      | King                                         | [ 78 ]                |
| 1996      | 暴力大都会                                         | Jake Trevor                                  | [ 80 ]                |
| 1996      | 星戰毀滅者                                         | Byron Williams                               | [ 80 ] [ 81 ]         |
| 1998      | 單挑                                               | Spivey                                       | [ 81 ]                |
| 1998      | 晶兵總動員                                         | 肉鉤布奇                                     | 配音                  |
| 1999      | 新泽西州高速公路（New Jersey Turnpikes）           | 未知                                         | [ 85 ]                |
| 1999      | 挑戰星期天                                         | Montezuma Monroe                             | [ 81 ]                |
| 2002      | 遊走邊緣（On the Edge）                            | Chad Grant                                   | [ 78 ]                |
| 2004      | 她恨我                                             | Geronimo Armstrong                           | [ 80 ]                |
| 2004      | 恶棍自由之城                                       | Don Strickland                               | [ 78 ]                |
| 2005      | 動物                                               | Berwell                                      | [ 78 ]                |
| 2006      | 旁觀者                                             | Monroe                                       | 訪談節目              |
| 2010      | 夢幻街（Dream Street）                             | 未知                                         | [ 80 ]                |
| 2014      | 超級選秀日                                         | 他自己                                       | 友情客串              |
| 2016      | 好萊塢無名英雄（Unsung Hollywood）                 | 他自己                                       | 紀錄片                |
| 2019      | 黑人教父                                           | 他自己                                       | 紀錄片                |

## 外部連結
- 吉姆·布朗在互联网电影资料库（IMDb）上的資料（英文）
- 在AllMovie上吉姆·布朗的頁面（英文）
- TCM电影资料库上吉姆·布朗的资料（英文）